# Fairy Tale
Fairy Tale (giapponese: 妖精奇譚) è un gioco di carte non collezionabili creato da Satoshi Nakamura e illustrato da Yoko Nachigami
, prodotto nel 2004 dalla Yohodo e distribuito in Europa nel 2005 dalla What's Your Game? e dalla Red Glove.
Lo scopo del gioco è totalizzare il maggior numero di punti possibile, ottenibili sommando i valori delle carte messe in gioco che non siano chiuse.

## Regolamento
Scopo del gioco è fare più punti degli altri giocatori raccogliendo collezioni di carte. Ogni carta ha un valore che può essere fisso, dipendere dal possedere altre carte dello stesso tipo o anche di un altro tipo (condizionale o variabile) o anche avere un valore negativo. Le carte sono illustrate con disegni fantasy ed organizzate tematicamente in quattro Categorie: Bosco Fatato (creature della natura), Regno delle Ombre (creature oscure), Sacro Impero (cittadini di un impero) e Valle dei Draghi (addestratori di creature magiche). Su ognuna è riportata il valore della carta e l'effetto che ha quando viene giocata. La classificazione può essere fatta anche in base alla tipologia: Personaggio, Leggenda, Luogo.
Il gioco dura 4 turni. Ogni turno è costituito da tre fasi, sempre nello stesso ordine:
1. Il mazziere distribuisce 5 carte a ciascun giocatore;
2. Ciascun giocatore sceglie una carta tra le proprie 5, la mette da parte, e passa le carte restanti al giocatore alla sua sinistra (nel 1º e 3º turno) o alla sua destra (nel 2º e 4º turno). Ricevute le altre carte dal giocatore a fianco (destra o sinistra che sia), ripete questa operazione finché non ci sono più carte in circolazione. Una volta terminata questa fase, ogni giocatore può osservare la propria mano (ovviamente di 5 carte).
3. Giocare le carte: Ogni giocatore gioca coperta una delle carte della sua mano e la rivela in contemporanea agli altri ponendola di fronte a sé sul tavolo di gioco e ne applica gli eventuali effetti. Questa fase viene ripetuta quattro volte.

Gli effetti possono aprire (voltare a faccia in su) o chiudere (voltare a faccia in giù) sono:
HUNTtutte le carte giocate insieme alla carta HUNT appartenenti al Regno delle Ombre sono chiuse.
OPENchi la gioca sceglie tra le proprie carte chiuse una che appartenga alla categoria indicata dalla carta giocata e l'apre.
CLOSEchi la gioca deve chiudere una propria carta aperta della categoria indicata, compresa la carta stessa. Alcune carte CLOSE hanno effetto su tutti i giocatori e in questo caso ognuno deve chiudere una carta della categoria colpita.
Gli effetti vengono applicati in ordine di precedenza: prima le carte HUNT, poi le carte OPEN e infine le carte CLOSE.
Le carte giocate nei vari turni rimangono scoperte sul piano di gioco poiché possono subire degli effetti da carte giocate successivamente. Le carte rimaste chiuse al termine della partita non sono considerate per il calcolo del punteggio e valgono zero punti.
Terminati i 4 turni, vengono calcolati i punteggi: il giocatore col punteggio maggiore ottiene la vittoria. Per il calcolo del punteggio si considerano solo le carte aperte. Ognuna può avere un valore fisso (un numero positivo che sia applica sempre), condizionale (un valore fisso elevato ma che viene assegnato solo se si soddisfa una certa condizione) o variabile (valgono 1 punto per ogni carta alleata presente in gioco, alcune valgono 3 punti per ogni carta alleata presente in gioco). Le carte a valore fisso possono essere carte Azione (valore fisso e un effetto quando sono giocate) o carte Alleate (hanno un valore fisso ma la loro presenza aumenta il valore della carta variabile corrispondente).
La Fairy Tale - Chapter 1 è una carta condizionale che vale 6 punti solo se il giocatore è colui che possiede il maggior numero di carte Bosco Fatato.
Il Dwarwen Warrior ha un valore variabile, 3 punti per ogni carta Sky-Dance Dragon aperta in possesso. Lo Sky-Dance Dragon è infatti alleato del Dwarwen Warrior.
Alcune carte sono alleate di sé stesse, per esempio Mischievous Fairy è alleata di sé stessa e vale un punto per ognuna che si possiede.
Infine la carta The Trickster, unica in tutto il mazzo, vale -1 punto, ma al termine della partita il giocatore che la possiede può farla valere come una qualsiasi altra carta per soddisfare le condizioni di una carta condizionale o per ottenere punti da una carta variabile.

## Edizioni
L'edizione giapponese del gioco è stata nominata per il Japan Boadgame Prize nel 2005. Una prima edizione per il mercato statunitense è stata pubblicata dalla Z-Man Games nel 2004. Nel 2005 la Heidelberger Spieleverlag ha pubblicato un'edizione in tedesco, mentre lo stesso anno la What's Your Game? ha pubblicato un'edizione multilingue in inglese, italiano e tedesco. Nel 2006 sono state pubblicate le edizioni spagnola e francese rispettivamente dalla Ubik e dalla Edge Entertainment, entrambe con illustrazioni di Yoko Nachigami, anziché di Satoshi Nakamura. Nel 2008 per il mercato dell'Europa del Nord è stata tradotta in danese, finnico, norvegese e svedese dalla Lautapelit.fi.
Nel 2014 la Z-Man Game ha pubblicato una nuova edizione del gioco con cinque nuove carte e una variante al regolamento progettata da Richard Garfield